# Nina Lundström
Nina Helena Nylander Lundström, född 26 oktober 1961 i Nyslott i Finland, är en svensk (sverigefinsk) politiker (liberal), som var riksdagsledamot 2002–2006 och åter i olika perioder sedan 2010. Hon var kommunalråd i Sundbybergs kommun 2006–2007.
Lundström har arbetat som projektledare, platschef och som produkt- och affärsutvecklare. Hon inledde sin politiska bana i kommunalpolitiken i Sundbyberg där hon ganska snart kom att verka inom det som blev ett av hennes specialområden – samhällsbyggnadsfrågor och livsmiljöfrågor. Efter att under många år varit gruppledare i opposition för Folkpartiet blev hon 2002 invald i riksdagen i samband med Folkpartiets framgång i detta val.
Under de första åren i riksdagen var hon ledamot av Bostadsutskottet och hennes engagemang var framför allt inom bostadspolitik, regional utveckling samt nationella minoriteter/mänskliga rättigheter. Det sistnämnda har gjort henne känd som en förkämpe för sverigefinnarnas rättigheter och var en av flera anledningar till att hon blev tillfrågad om att ingå i nationalkommittén för märkesåret 1809.
Folkpartiets tillbakagång i riksdagsvalet i Sverige 2006 ledde till att Lundström förlorade sin riksdagsplats och i november 2006 blev hon kommunalråd med ansvar för stadsbyggnadsfrågor och första vice ordförande i kommunstyrelsen i Sundbyberg. I samband med maktskiftet 2007, då två moderater hoppade över till Socialdemokraterna, förlorade Lundström sin kommunalrådspost och mellan november 2007 och februari 2010 var hon återigen gruppledare i opposition för Folkpartiet.
Lundström återvände till riksdagen i februari 2010 som ersättare för Karin Pilsäter och blev då ledamot av Finansutskottet. I valet samma år återtog hon sin ordinarie riksdagsplats och blev ledamot av Utbildningsutskottet 2010–2012 och vice ordförande i Civilutskottet 2012–2014. Lundström var även partiets vice gruppledare 2010–2014[källa behövs].
I valet 2014 förlorade hon åter sin riksdagsplats men återkom på nytt till riksdagen i augusti 2016 som ny ledamot efter Erik Ullenhag.
7 juli 2021 valde Nina Lundström att i statsministeromröstningen släppa fram kandidaten Stefan Löfven (S), trots att Liberalerna beslutat om att inte släppa fram Löfven. Motivet till att Lundström släppte fram Löfven var att hedra vallöftet om att Sverigedemokraterna inte ska få något inflytande. I statsministeromröstningen 29 november 2021 valde Nina Lundström, som enda liberala riksdagsledamot, att släppa fram kandidaten Magdalena Andersson (S).
Lundström kandiderade inte för omval till riksdagen 2022, eftersom hon inte ville "söka ett mandat från väljarna som innebär förhandlingar och stöd av Sd".